# 울리세스 히메네스
울리세스 히메네스(스페인어: Ulises Adrián Giménez, 2006년 1월 1일~)는 아르헨티나의 축구 선수로, 데펜사 이 후스티시아와 아르헨티나 연령별 대표팀에서 수비수로 활동하고 있다.

## 국가대표팀 경력
2023년 CONMEBOL U-17 축구 선수권 대회에 아르헨티나 U-17 대표팀 주장으로 참가하여 팀이 대회 3위를 차지하는 데 기여했다.